# Piętki-Basie
Piętki-Basie – wieś w Polsce położona w województwie podlaskim, w powiecie wysokomazowieckim, w gminie Klukowo.
Zaścianek szlachecki Basie należący do okolicy zaściankowej Piętki  położony był w drugiej połowie XVII wieku w ziemi drohickiej województwa podlaskiego. W latach 1975–1998 miejscowość administracyjnie należała do województwa łomżyńskiego.
Według danych z 2011 roku wieś zamieszkiwało 60 osób.
Wierni kościoła rzymskokatolickiego należą do parafii Najświętszej Maryi Panny Częstochowskiej w Klukowie.

## Historia
W roku 1465 w Herbarzu Kapicy-Milewskiego wymieniony dziedzic tej ziemi – de Piantki.
Miejscowość założona prawdopodobnie na początku XVI wieku. Wzmiankowana w czasie unii polsko-litewskiej w 1569 roku oraz podczas spisu podatkowego z 1580.
W I Rzeczypospolitej Basie należały do ziemi drohickiej w województwie podlaskim.
Nieznany bliżej Piętką zamieszkał w Ciechanowcu. Jego syn Józef Piotr brał udział w kampaniach z 1792 i 1794 roku. W czasach Księstwa Warszawskiego był kapitanem. Walczył w Hiszpanii i podczas wyprawy moskiewskiej w 1812. Kuzyn Józefa Piotra, Franciszek Piętka wstąpił do wojska napoleońskiego w 1807 roku i walczył na wszystkich frontach napoleońskich, od Hiszpanii po Moskwę, dochodząc do stopnia podpułkownika. Otrzymał najwyższe odznaczenia polskie i francuskie (Legia Honorowa)
Pod koniec XIX w. miejscowość należała do powiatu mazowieckiego, gmina Klukowo. W pobliżu znajdują się trzy inne wsie o wspólnej nazwie Piętki, rozróżniane drugim członem.
W 1891 wieś liczyła 16 gospodarstw drobnoszlacheckich o średniej powierzchni 6,1 ha. W roku 1921 naliczono 19 domów i 112 mieszkańców, w tym 3 Białorusinów.
W 1922 roku zorganizowano tu jednoklasową szkołę powszechną. Uczyło się w niej początkowo 34 uczniów, a w kolejnych latach liczba ta dochodziła do 40. Nauczycielkami: Emilia Wójcikówna i Zofia Rakowska. W końcu 1929 roku uczniów przeniesiono do szkoły we wsi Kostry Stare.

## Współcześnie
Wieś typowo rolnicza. Produkcja roślinna podporządkowana hodowli krów mlecznych.